# Lug (Beočin, Srbija)
 Lug (ćir.: Луг, mađ.: Lúg) je naselje u općini Beočin u Južnobačkom okrugu u Vojvodini.

## Povijest
Lug je relativno novo naselje, jer je nastalo tek 1902. godine. Selo su osnovali Slovaci iz Bačkih naselja Bački Petrovac, Gložan i Kulpin. Nekoliko godina su dolazili samo ljeti, da bi od 1902, godine počeli stalno da se nastanjuju u Lugu

## Stanovništvo
U naselju Lug živi 801 stanovnik, od toga 587 punoljetna stanovnika, a prosječna starost stanovništva iznosi 35,6 godina (35,4 kod muškaraca i 35,8 kod žena). U naselju ima 241 domaćinstava a prosječan broj članova po domaćinstvu je 2,51.
Prema popisu stanovništva iz 1991. godine u naselju je živjelo 664 stanovnika.
| Etnički sastav 2002. |            |        |
| Narod                | Stanovnika | %      |
| Slovaci              | 772        | 96,37% |
| Srbi                 | 15         | 1,87%  |
| Hrvati               | 6          | 0,74%  |
| Crnogorci            | 2          | 0,24%  |
| Rumunji              | 2          | 0,24%  |
| Bugari               | 1          | 0,12%  |
| Muslimani            | 1          | 0,12%  |
| Jugoslaveni          | 1          | 0,12%  |
| nepoznato            | 1          | 0,12%  |

| broj stanovnika | 673   | 733   | 764   | 775   | 824   | 864   | 801   |
|                 | 1948. | 1953. | 1961. | 1971. | 1981. | 1991. | 2001. |

## Vanjske poveznice
- Karte, udaljenosti vremenska prognoza  Arhivirana inačica izvorne stranice od 19. siječnja 2009. (Wayback Machine)
- [neaktivna poveznica]